# 胡應洲
胡應洲醫生，籍貫廣東花縣，香港商人的士大王胡忠之子，胡應湘的弟弟。
胡應洲為心臟科專科醫生，在1952年畢業於約翰霍普金斯大學，並在1956年取得哥倫比亞大學醫學博士，及後定居底特律，成為韋恩州大學醫學院教授。
多年來，胡氏以提供經費的形式，陸續在哥大及香港大學各大醫學院支援多項醫學研究基金，成立訪問學人教席及獎學金等，以此促進中港美三地的醫學交流。
在2005年，胡氏夫婦捐贈1000萬美元予哥大醫學院，成立Clyde and Helen Wu分子心臟學研究中心。
在2006年12月15日，胡醫生獲香港大學頒名譽大學院士銜。

## 興趣
胡醫生熱愛音樂和藝術，歷任底特律青少年交響樂團總監。

## 資料來源
- 香港大學表揚八位傑出人士 （页面存档备份，存于）
- 華裔夫婦捐鉅款助母校建分子心臟學研究中心[]
- 底特律交響樂團 中國年音樂會叫座[永久]